# Лозеїт
Лозеїт (рос. лозейит; англ. loseyite; нім. Loseyit m) — мінерал, основний карбонат марганцю і цинку острівної будови.

## Загальний опис
Хімічна формула: (Mn, Zn)7[(OH)5|CO3]2.
Містить (%): MnO — 36,27; ZnO — 33,29; H2O — 13,16; CO2 — 12,86.
Домішки: MgO (4,42).
Сингонія моноклінна.
Вид призматичний. Утворює променисті голочки, видовжені по (010).
Густина 3,27.
Твердість 3,5.
Колір голубувато-білий та коричневий. Прозорий.
Відомий в родовищі Франклін (штат Нью-Джерсі, США) як вторинний мінерал.
За прізвищем американського мінералога С. Р. Лозі (S. R. Losey), L.H.Bauer, H.Berman, 1929.